# Tweede beklimming van de Matterhorn

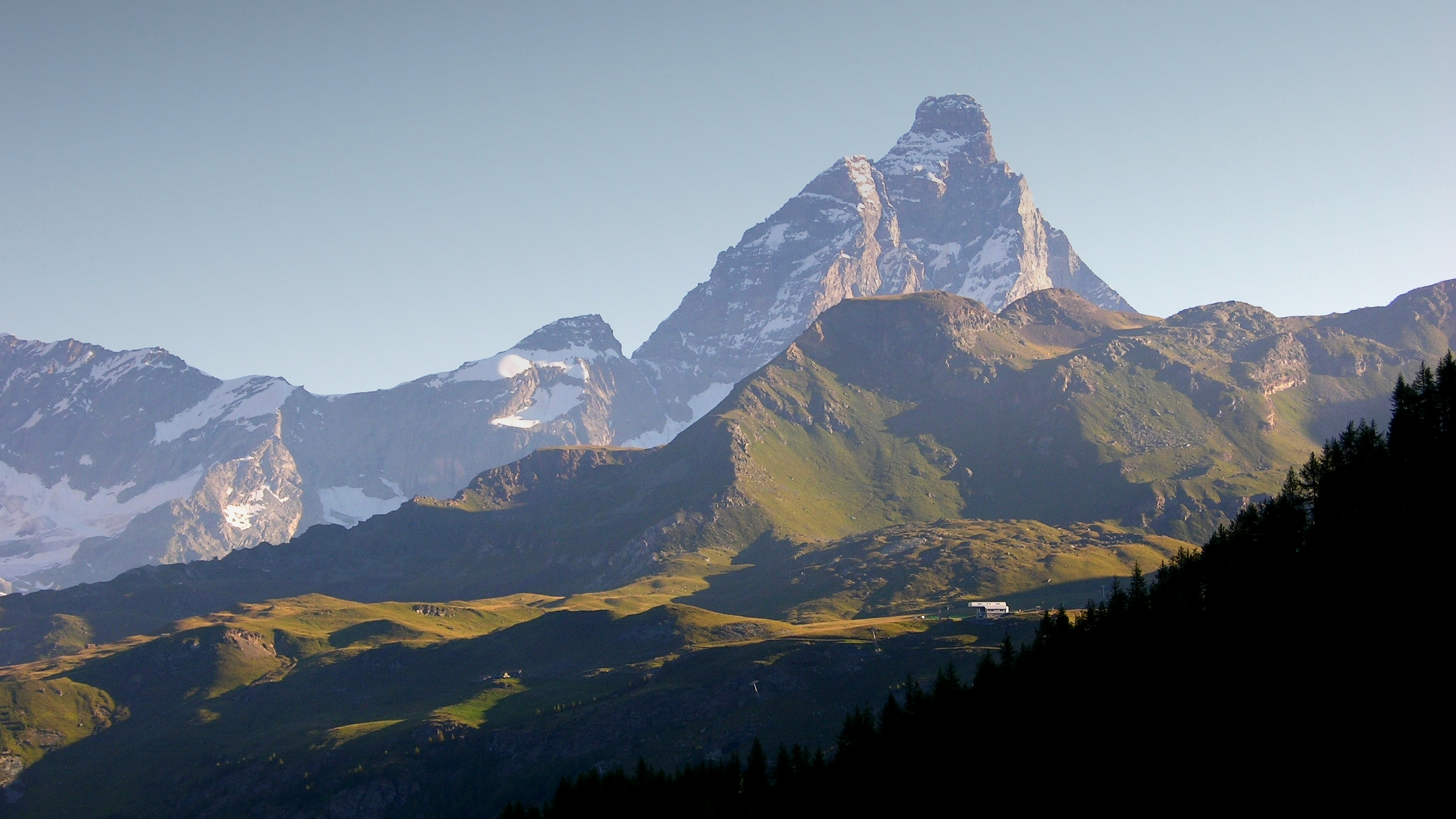
Zicht op de Matterhorn vanuit Valtournenche in Italië, 2007.

De tweede beklimming van de Matterhorn vond plaats op 17 juli 1865, toen de Italiaanse alpinist Jean-Antoine Carrel en Jean-Baptiste Bich, Amé Gorret en Jean-Augustin Meynet de top van deze 4478 m hoge berg bereikten. Deze beklimming vond plaats enkele dagen na de eerste beklimming van de Matterhorn op 14 juli door de expeditie van de Britse alpinist Edward Whymper, die vanuit Zermatt was vertrokken. Carrel daarentegen was vanuit het Italiaanse Valtournenche vertrokken. Na deze tweede beklimming volgde een lange reeks van pogingen om de top van de Matterhorn te bereiken vanuit Italië, via de zuidwestelijke route van Carrel.